# Gottschea macrodonta
Gottschea macrodonta là một loài rêu tản trong họ Schistochilaceae. Loài này được (W.E. Nicholson) C. Gao & Yu-huan Wu mô tả khoa học lần đầu tiên năm 2004.